# نخل رونده (سرده)

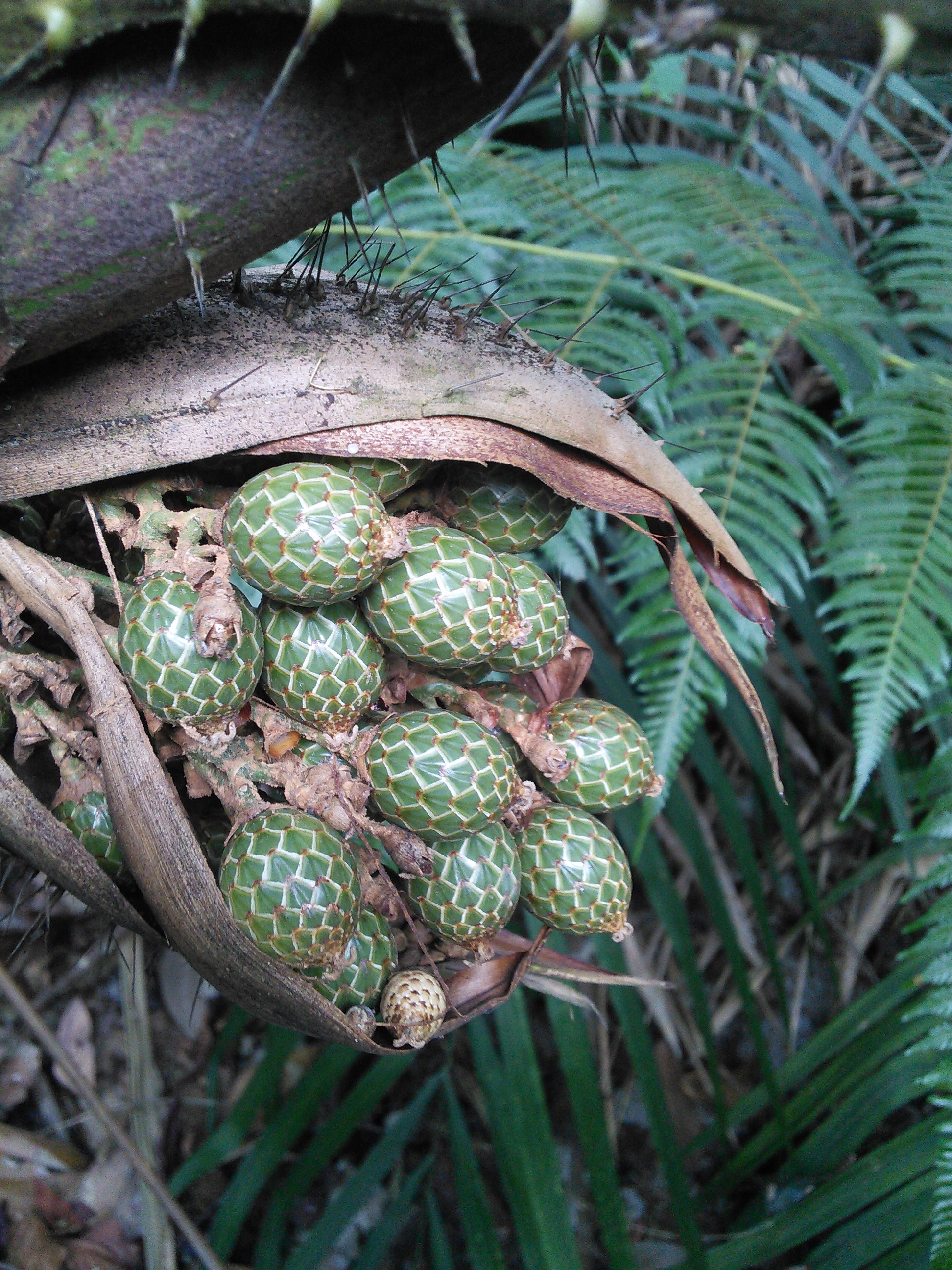
نخل رونده (سرده)

نخل رونده (سرده) (نام علمی: Calamus) نام یک سرده از تیره نخل است.